# فیل‌ایر
فیل‌ایر (به انگلیسی: Filair) یک شرکت هواپیمایی است. دفتر مرکزی فیل‌ایر در کینشاسا، جمهوری دموکراتیک کنگو واقع شده‌است و قطب این شرکت هواپیمایی در فرودگاه ان دولو قرار دارد.